# Fontenay-Mauvoisin
Fontenay-Mauvoisin – miejscowość i gmina we Francji, w regionie Île-de-France, w departamencie Yvelines.
Według danych na rok 1990 gminę zamieszkiwało 260 osób, a gęstość zaludnienia wynosiła 79 osób/km² (wśród 1287 gmin regionu Île-de-France Fontenay-Mauvoisin plasuje się na 952. miejscu pod względem liczby ludności, natomiast pod względem powierzchni na miejscu 801.).